# Vimarcé
Vimarcé è una frazione del comune francese di Vimartin-sur-Orthe, con status di comune delegato, nel dipartimento della Mayenne nella regione dei Paesi della Loira.
Fa parte della regione del Basso Maine e sul suo territorio vi sono le sorgenti del fiume Erve.

## Storia
Il 1º gennaio 2021 il comune di Vimarcé venne fuso con i comuni di Saint-Martin-de-Connée e Saint-Pierre-sur-Orthe, formando il nuovo comune di Vimartin-sur-Orthe.

## Società

### Evoluzione demografica
Abitanti censiti